# Междунаучна асоциация на Албърта
Междунаучната асоциация на Албърта (на английски: Alberta Interscience Association, AIA) e неправителствена организация със седалище в Едмънтън, провинция Албърта, Канада.
Основана е през 2009 г. Работи по научно-образователни програми за възрастни, младежи и деца.

## Младежки проекти

### Руски образователен център
Руският образователен център е основан през юли 2010. Центърът се поддържа от професионални учители и отдадени членове на общността. Една от неговите цели е да запази руския език и култура в руската общност и да ги промотира в мултикултурното канадско общество. В центъра се изучава не само руски език, но и руска литература и история. Руското училище в Едмънтън е официално акредитирано за изучаване на руски език. Някои ученици продължават да учат и след 12-и клас в летните курсове по руски език, култура и технология на Вашингтонския университет, където изучават съчиненията на Александър Пушкин, Николай Гогол, Антон Чехов, Корней Чуковски, Александър Вампилов и др.

### Награда на херцога на Единбург
AIA координира група от млади хора (14 – 25 годишни), които са регистрирани участници в програмата на наградата на херцога на Единбург. Тя се базира в училища, колежи, университети, младежки клубове, църкви, въздушни, сухопътни и морски кадетски организации, скаутски организации и хокейни клубове. Много млади членове на AIA са удостоени със златното, сребърното и бронзовото ниво на наградата на херцога на Единбург.

### Щраусов бал
От основаването на AIA нейни членове участват в ежегодния Щраусов бал, организиран в Едмънтън от фондацията „Йохан Щраус“ в подкрепа на местните музиканти и техните усилия да продължат музикалното си образование в Австрия.

### Доброволци
Членовете на AIA редовно участват като доброволци в дейността на акредитираното Руско училище в Едмънтън и вземат участие в много дейности на AIA като семейните лагери или тържества по специални случаи. Освен това те са доброволци в Университета на Албърта, в Кралския музей на Албърта, центъра за изкуства TIMMS, театъра „Citadel“, Фриндж фестивала в Едмънтън и др.

## Екология

### Местни растения на Албърта
Заедно с гимназията „Лилиан Осбърн“ в Едмънтън AIA поддържа градина с местни за Албърта растения. Градината с местни растения „Лилан Осбърн“ е открита на 9 юни 2010 с цел да се популяризират знанията за местните растения на Албърта чрез образованието, да се подкрепи тяхната защита, да се осъществяват изследвания и консервационни проекти. Към 2012 в градината „Л. Осбърн“ има около 1000 вида местни растения. Градината става привлекателна за бухали, зайци и други животни, което е от полза за обучението на учениците по различни предмети. AIA също така публикува на сайта си упътвания за онези, които биха искали сами да си направят градина с местни растения. За да даде на учениците основни знания за местните растения и за това, колко е важно те да бъдат запазени, AIA организира летен лагер „Interscience“ във фермата — банка за семена Бед Рок и по-късно участва в проект по ландшафтна архитертура в един от кварталите на Едмънтън.

## Музеи и библиотека

### Спортен музей
Спортната секция на музея на AIA е посветена на легендарната хокейна серия Канада – СССР през 1972 и е открита през 2012, за да отбележи нейната 40-годишнина.

### Виртуален музей на Николай Зелински
Виртуалният музей на великия руски химик изобретателя на противогаза Николай Зелински е открит през 2014 г. в навечерието на стогодишнината от Първата световна война. Колекцията включва книги, фотографии и видеофайлове, свързани с Н. Зелински и неговото семейство, както и линкове към музеите на Зелински в Москва и Тираспол. Виртуалният музей е създаден и се развива в сътрудничество с фондацията „Зелински“.

### Народни носии
AIA поддържа постоянна експозиция с руски и арменски народни носии.

### Библиотека
Библиотеката на AIA наброява над 20 000 единици, повечето от които в дигитална форма, на 12 езика — английски, френски, руски, украински, български и др. Сред тях са книги по история, култура и религия, пособия за учители, художествена литература за деца и възрастни.

## Международни проекти

### „Между Алекс и Саша“
През 2010 Шохей Мияджима от Университета „Кейо“ (Япония) пристига в Едмънтън, за да заснеме документален филм за руската общност в града. Той отсяда при членове на AIA, които му оказват помощ. Много от членовете на AIA участват в документалния филм. Филмът, озаглавен „Между Алекс и Саша“ („Between Alex and Sasha“), е успешно предствен и в Канада, и в Япония. Според режисьора, неговата цел е била да промени „(…) предразсъдъците срещу имигрантите чрез филмирането на здрава, културно богата и високообразована общност.“

### Международен ден на майчиния език
Като член на Асоциацията на международните и майчините езици (International and Heritage Languages Association) AIA е сред организаторите и участниците в ежегодните тържества по случай Международния ден на майчиния език в Едмънтън. През 2015 празнуването на Международния ден на майчиния език е официално обявено в прокламация на кмета на града Дон Айвисън и градския съветник Амарджит Сохи.

### Световен ден на културата
От 2013 AIA организира отбелязването на Световния ден на културата (15 април — годишнината от Пакта Рьорих) в Едмънтън. Тържеството през 2014 е организирано съвместно с Теософското общество на Едмънтън. През 2015 AIA участва в Международната седмица на Университета на Албърта с документален филм за Николай Рьорих и Пакта Рьорих.

## Образование за възрастни
Друга цел на AIA е да помогне на новопристигналите в Канада да се адаптират по-бърза към новия си живот. AIA предлага обучение по английски език и компютърна грамотност за възрастни. Тези програми са финансирани от Асоциацията за обучение на възрастни в Едмънтън (ECALA) и са безплатни за постоянни жители и граждани на Канада.
Учителите и членовете на AIA вярват, че владеенето на различни езици допринася за езиковото многообразие в обществото, носи лично удовлетворение, по-добро разбиране на принадлежащите към различни култури, и спомага хората да се почувстват граждани на света.